# Relations entre l'Allemagne et la Russie
Cet article traite des relations entre l’Allemagne et la Russie. L'Allemagne a une ambassade à Moscou tandis que la Russie a une ambassade à Berlin.

## Histoire contemporaine des relations germano-russes

### Avant l'unité allemande

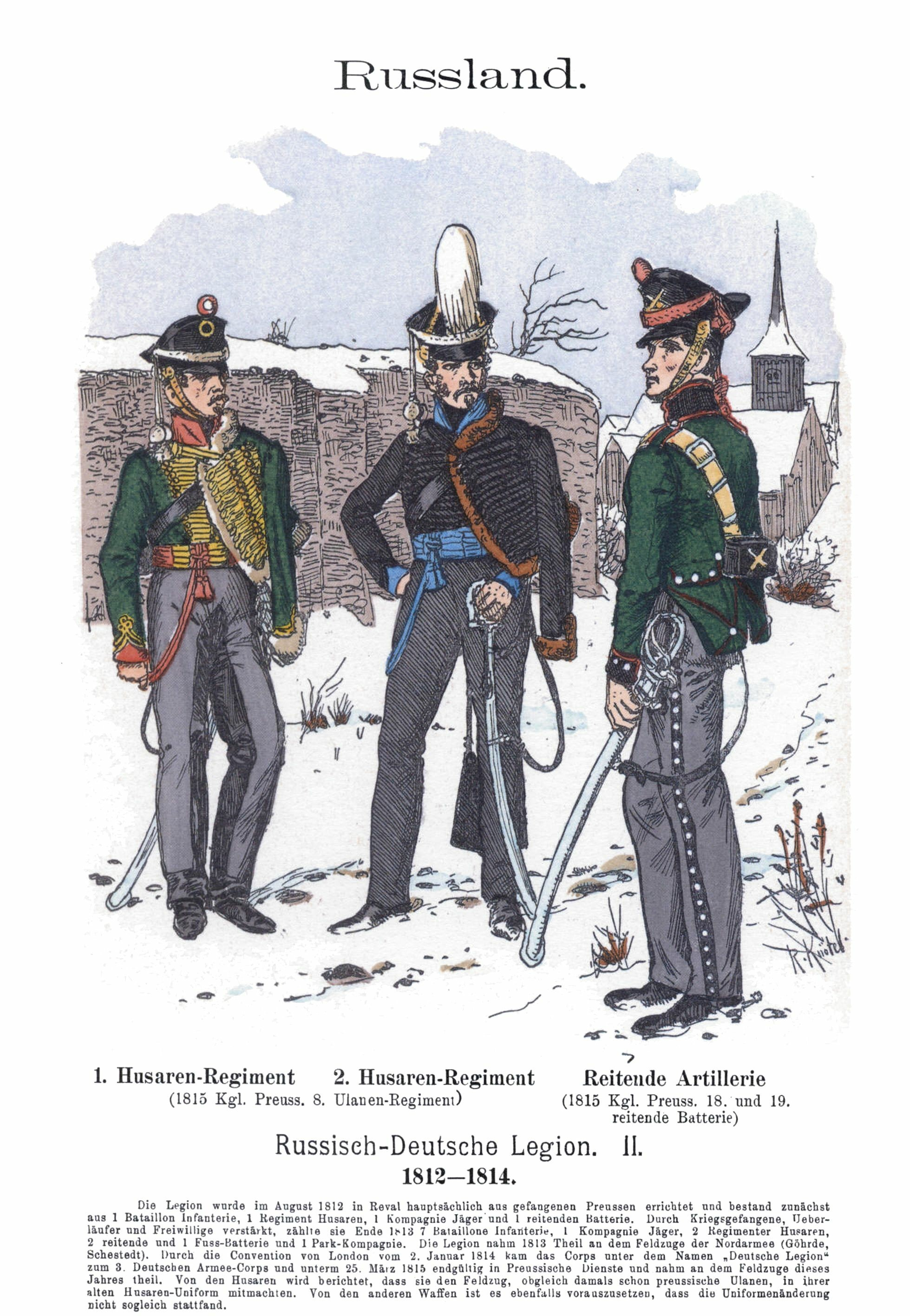
Soldats de la Légion russo-allemande (1812-1814), gravure de Richard Knötel, 1890.

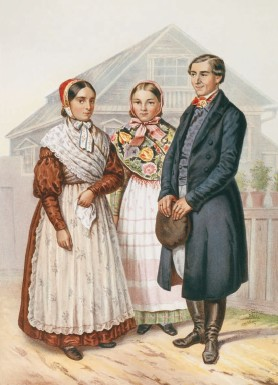
Colons allemands en Russie, 1852.

Les premières relations datent du XVIIIe siècle (entre 1764 et 1766), quant l'impératrice de Russie Catherine II envoie des travailleurs allemands coloniser des terres au sud de la Russie, près de la Volga. Au nombre de 30 000, ils bénéficient d'un statut spécifique. Après la réunification allemande de 1990, leurs descendants peuvent faire valoir un droit au retour ; ils sont 40 000 par an pendant quelques années à en faire usage.
Pendant les guerres napoléoniennes, alors que l'Allemagne est partagée entre l'empire d'Autriche, le royaume de Prusse et une série de principautés mineures, le tsar Alexandre Ier encourage les Allemands à se dresser contre Napoléon et contribue à la naissance du nationalisme allemand.

### Empire allemand et Empire russe
Avant la Première Guerre mondiale, de nombreux hommes d’affaires et d’industriels allemands jouent un grand rôle en Russie.  

### République de Weimar et Union soviétique

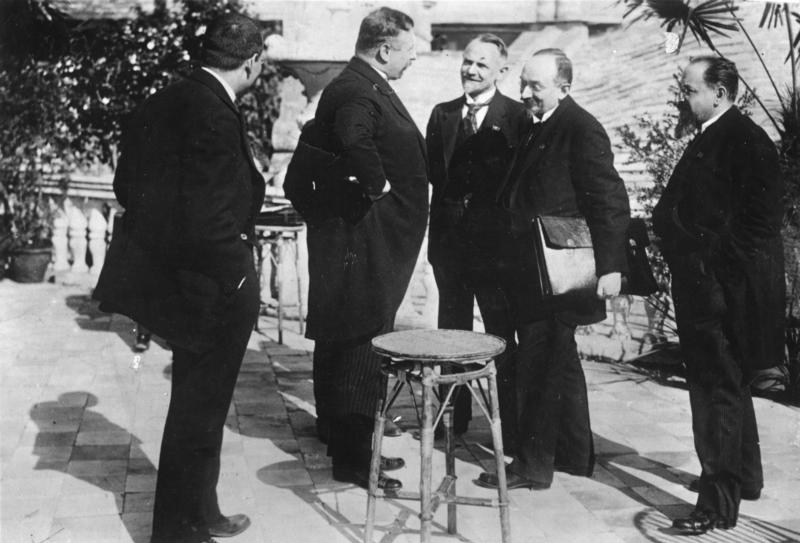
Signature du traité de Rapallo (1922) entre l'Allemagne et l'URSS.

Après la Première Guerre mondiale, l'URSS contribue au réarmement secret de la république de Weimar en contournant les clauses du traité de Versailles : l'armée allemande (Reichswehr) peut mener des entraînements et tester ses matériels sur les terrains d'exercice soviétiques de l'école de blindés de la Kama.

### Troisième Reich et Union soviétique

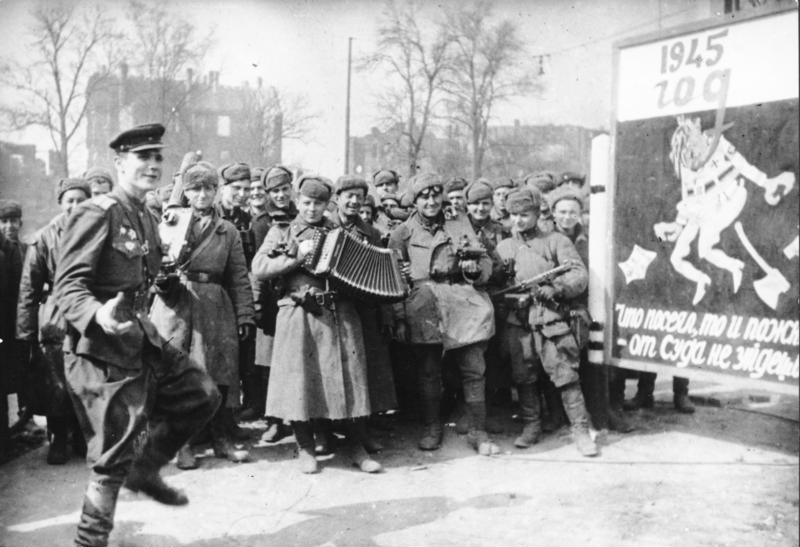
Soldats soviétiques fêtant la prise de Berlin, mai 1945.

En 1932, le ministre des Affaires étrangères soviétiques, Maxime Litvinov, avertit Staline que l'Allemagne de Weimar est en « phase terminale » et le presse de tenter un rapprochement avec la France et le Royaume-Uni pour contenir les avancées du nazisme. Entre 1932 et 1938, les diplomates soviétiques s'efforcent, sans succès, de convaincre les autorités françaises et britanniques de constituer une alliance antifasciste.
Lors de la crise tchécoslovaque — le pays étant menacé d'invasion par l'Allemagne nazie — l'URSS réclame la tenue immédiate de négociations militaires entre des représentants des forces soviétiques, françaises et tchécoslovaques, ainsi que l'inscription de la crise à l'ordre du jour de l'assemblée  générale de la SDN. L'ambassadeur soviétique Ivan Maïski indique que son pays est disposé à apporter une aide militaire à la Tchécoslovaquie, à condition que la France et le Royaume-Uni en fassent autant. Ces derniers refusent et signent les accords de Munich en septembre 1938.

### RFA, RDA et Union soviétique

#### RFA
Dans les années 1970, les chanceliers Willy Brandt et Helmut Schmidt inaugurent l’Ostpolitik, en direction des pays de l'Est et plus particulièrement de la Russie.

#### RDA

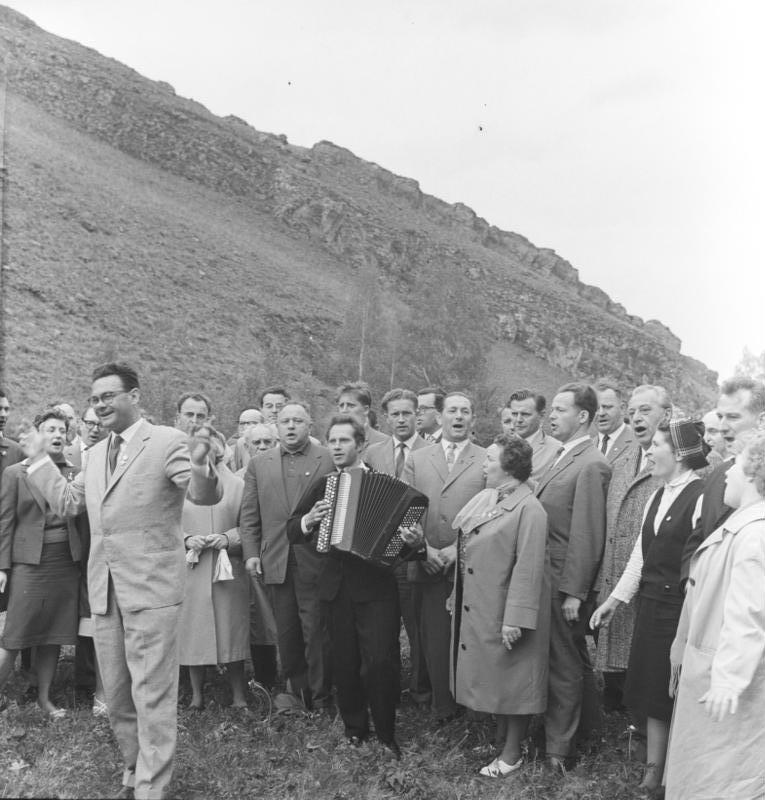
Walter Ulbricht, premier secrétaire du Parti communiste est-allemand, en visite à Irkoutsk en 1964.

L'Allemagne de l'Est (RDA), avec les autres « démocraties populaires », fait partie du pacte de Varsovie et une force militaire importante, le Groupement des forces armées soviétiques en Allemagne, est présente sur son territoire. La RDA est aussi membre du Conseil d'assistance économique mutuelle (Comecon). En 1963, l'oléoduc Droujba (« oléoduc de l'amitié »)  atteint Schwedt-sur-Oder en Brandebourg.
Legs
Le sentiment de culpabilité des Allemands après la Seconde Guerre mondiale a fait qu'il est devenu difficile de critiquer la Russie, laquelle a « libéré » l'Allemagne de la dictature du Troisième Reich (et ce en dépit du fait que l'Union soviétique était un régime totalitaire ; de même, le fait que Moscou ait instauré une dictature avec la RDA n'a pas joué un rôle de répulsif après la réunification mais entretient plutôt un sentiment de nostalgie, appelé « Ostalgie »).

### Allemagne réunifiée et Russie

#### Les relations germano-russes sous le mandat de Boris Eltsine
Les relations entre les deux pays se sont développées depuis 1990 sur la base du pragmatisme. 
Le gouvernement allemand apporte son soutien en 1996 à Boris Eltsine lors de la campagne présidentielle russe. Le chancelier allemand Helmut Kohl se rendit à Moscou le 14 février, jour de l’annonce de la candidature d’Eltsine, où il présenta Eltsine comme « un partenaire absolument fiable, qui a toujours respecté ses engagements ».

#### Le nouveau tandem Poutine-Schröder

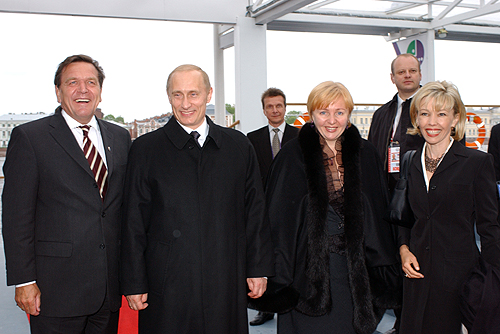
Les chefs d'État allemand et russe Gerhard Schröder et Vladimir Poutine, accompagnés de leurs épouses Doris Schroeder-Koepf et Lioudmila Otcheretnaïa à Saint Petersbourg en 2003.

Les liens entre l'Allemagne et la Russie deviennent plus étroits sous les mandats de Gerhard Schröder, notamment à cause du tournant autoritaire pris par le régime de Vladimir Poutine. Les deux hommes nouent des relations personnelles fortes, chacun des deux invitant l'autre et son épouse à des rencontres diplomatiques, mais aussi privées, dans leurs résidences respectives en Allemagne et en Russie. Le couple présidentiel russe étant germanophone (Vladimir Poutine ayant travaillé à Dresde pour le KGB dans les années 1980), ces derniers n'ont pas besoin de traducteurs ou de diplomates pour interagir avec leurs homologues allemands, ce qui permet aux deux couples de nouer une certaine intimité dans leurs relations. Au cours de leurs multiples déplacements en Russie pendant son mandat et les années suivantes, Gerhard Schröder adopte même, avec son épouse Doris Schroeder-Koepf, deux enfants russes en 2004 et en 2007.
Si au cours de manifestations économiques et de rencontres au sommet on met souvent en avant la qualité des relations entre les deux pays, dans les médias allemands, la Russie est fréquemment présentée de façon très critique. Ceux-ci reprochent à Moscou « l’affaiblissement du système parlementaire, la limitation de la liberté de la presse, les déploiements de force en Tchétchénie, la pression sur les États de la CEI – Ukraine, Moldavie et Géorgie – qui veulent s’éloigner de Moscou » ou encore « le soutien au régime totalitaire de Loukachenko en Biélorussie ».

#### Les relations germano-russes sous le mandat d'Angela Merkel

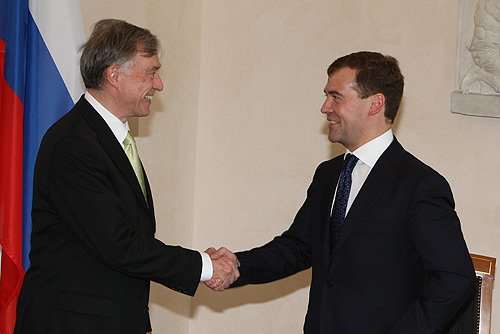
Présidents d'Allemagne et de Russie: Horst Köhler et Dmitri Medvedev en 2008

Avec l'élection d'Angela Merkel (qui parle russe couramment) fin 2005, les rapports du gouvernement allemand à l’égard de la Russie se sont modifiés. Le style amical qui caractérisait les relations entre Gerhard Schröder et Vladimir Poutine s’est transformé en un « style neutre et diplomatique ». La chancelière Merkel ne s’est pas contentée – comme l’avait fait Schröder – d’avertissements en privé, elle a critiqué officiellement la situation en Russie, au déplaisir du président russe. Ainsi, s'ils restent privilégiés, les liens entre les deux pays deviennent plus tendus.
En 2004, seulement 8 % des Allemands avaient une mauvaise opinion de Vladimir Poutine ; en 2013, ils sont 65 %. En 2004, ils étaient 45 % à vouloir que l'Allemagne travaille étroitement avec la Russie, contre 32 % en 2013.
En 2014, on compte 200 000 Russes vivant en Allemagne.

#### Le tournant Olaf Scholz et l'invasion russe de l'Ukraine
L'arrivée d'Olaf Scholz à la chancellerie allemande coïncide, deux mois plus tard, avec le début de l’invasion russe de l'Ukraine, qui refroidie fortement les relations entre l'Union européenne, dont l'Allemagne, et la Russie.
Début mars 2024, un enregistrement audio d’une réunion en visioconférence d’officiers de haut rangs allemands intercepté par les services secrets russes est diffusé sur les réseaux sociaux depuis la Russie. Les participants de cette conversation évoquent notamment de l’hypothèse de la livraison à Kiev de missiles de longue portée Taurus, de fabrication allemande. Le contenu est « très embarrassant » pour l’Allemagne, car le pays refuse officiellement de livrer des missiles Taurus à Kiev, en arguant d’un risque d’escalade du conflit. Moscou dénonce ensuite « l’implication directe » de l’Occident en Ukraine.

## Relations économiques
En 2007, l’Allemagne est le principal fournisseur de biens d’investissements à la Russie. Du côté allemand, lié surtout économiquement aux pays de l’Union européenne, la Russie est placée au premier semestre 2005 au 10e rang pour les importations et au 14e pour les exportations.
En 2014, l'Allemagne est le premier partenaire européen de la Russie avec 76 milliards d'euros d'échanges au niveau commercial (à l'échelle mondiale, le deuxième partenaire derrière la Chine). En 2013, les investissements allemands en Russie s'élèvent à 22 milliards de dollars et on y compte 6 200 entreprises allemandes implantées. 39 % du gaz allemand provient de Russie.
Importations et exportations en milliards d'eurosAnnée01020304020202021202220232024Importations de RussieExportations vers la RussieCommerce extérieur entre l'Allemagne et la Russie

## Relation privilégiée
Outre leurs liens économiques très forts, l'Allemagne et la Russie entretiennent une relation privilégiée. Depuis 2001, les deux gouvernements se rencontrent régulièrement lors du « dialogue de Saint-Pétersbourg ». Stefan Meister, expert sur la Russie à l'ECFR (un think tank spécialisé dans les relations internationales), note qu'« il n'y a pas d'autre pays dans le monde [l'Allemagne] où la littérature russe soit davantage traduite, où il y ait plus de documentaires sur la Russie à la télévision ». La Russie bénéficie en outre de relais d'influence en Allemagne, comme les anciens chanceliers sociaux-démocrates Gerhard Schröder (qui travaille depuis pour le groupe russe Gazprom) et Helmut Schmidt et plusieurs personnalités, allant de la droite à la gauche radicale anti-américaine.
En 2007, plus de trois millions de Russes apprennent l’allemand, davantage que dans tout le reste du monde. Des contacts personnels se sont développés notamment par l'intermédiaire des échanges d’étudiants et de chercheurs. À Moscou, l’Institut historique allemand permet depuis 2005 la collaboration de chercheurs allemands et russes pour un travail sur leur histoire commune.